# 보조상
상법이 제도화한 보조상으로는 대리상•중개인•위탁매매인•운송주선인이 있다. 이 중 운송주선인은 주선의 대상인 운송으로 특정되어 있다는 점이 특색일 뿐 기본적으로 周旋業(주선업)이라는 점에서 위탁매매인과 같다. 그러나 나머지 3자간에는 본질적인 차이가 있다.
1. 다른 상인을 보조하는 방법이 다르다. 대리상은 대리 또는 중개에 의해, 중개인은 중개에 의해, 위탁매매인은 자기 명의로 매매함으로써 각각 다른 상인의 영업활동을 보조하는 것이다.
2. 중개대리상과 중개인은 다같이 거래의 중개를 보조한다는 점에서 공통되지만, 중개대리상은 일정한 상인을 위해서 계속적으로 중개를 함에 반해, 중개인은 불특정•다수인을 위하여 중개를 한다.
3. 대리상의 경우 일정한 상인을 본인으로 하여 그와 대리 또는 중개의 인수를 함으로써 비로소 대리상의 자격을 취득하지만, 중개인과 위탁매매인은 불특정•다수인을 상대로 하므로 사전에 스스로 중개인 또는 위탁매매인의 자격을 가지고 상인이 되는 것이다.
4. 대리상은 그 상인과의 이익충돌 방지를 위해 경업피지의무를 부담하지만 중개인과 위탁매매인은 경업피지 의무를 갖지 않는다.
5. 3가지 보조상의 특성이 위와 같이 상이하므로 관련법규도 입법의 초점을 달리한다. 대리상의 경우에는 본인과 대리상의 이해의 조정이 초점을 이루나, 중개인의 경우에는 중개된 거래의 원만한 이행을 확복하는데 초점이 두어지고, 위탁매매의 경우 거래의 안전과 위탁자의 이익을 보호하는데 중점을 둔다.

## 참고 문헌
- 이철송,상법총칙•상행위,(서울: 박영사, 2014)